# SpellForce 3
SpellForce 3 – gra komputerowa stworzona przez Grimlore Games i opublikowana przez THQ Nordic. Została wydana na komputery z systemem Microsoft Windows 7 grudnia 2017 r. SpellForce 3 to trzecia główna i dziewiąta ogólnie odsłona serii, a jej poprzedniczką jest gra SpellForce 2: Demons of the Past. Wydarzenia w grze dzieją się przed tymi, które są pokazane w pierwszej części serii, SpellForce: Zakon Świtu, i przedstawiają w jaki sposób powstał Krąg, czyli zgrupowanie magów, których działania stanowią podstawę fabuły Zakonu Świtu.
Mechanika rozgrywki SpellForce 3, podobnie jak poprzednie części serii, łączy elementy gatunków strategii czasu rzeczywistego i gry fabularnej. Gracz kontroluje bohatera o imieniu Tahar oraz postacie towarzyszące z własnymi zestawami zdolności i historiami. Podobnie jak w wielu innych grach fabularnych, bohaterowie mogą zostać wyposażeni w przedmioty takie jak zbroje, broń i biżuteria, które zwiększają ich zdolności i statystyki. W określonych momentach gry możliwe jest stawianie budynków i zbieranie surowców, by stworzyć dodatkowe jednostki do walki. Gra oferuje rozbudowaną kampanię fabularną, którą można rozgrywać samemu lub z innym graczem. Dostępny jest również tryb potyczki, w którym gracz toczy bitwę z przeciwnikiem sterowanym przez komputer, lub innego gracza.
Gra otrzymała od krytyków mieszane oceny. Za jej główne zalety uznano sposób połączenia gry fabularnej ze strategią czasu rzeczywistego, grafikę i utworzy muzyczne. Najczęściej krytykowanymi elementami SpellForce 3 było udźwiękowienie dialogów i problemy techniczne w dniu premiery.

## Fabuła

### Tło fabularne i bohaterowie
SpellForce 3 jest usytuowane w fikcyjnym świecie fantasy o nazwie Eo, 500 lat przed wydarzeniami z Spellforce: The Order of Dawn. Świat jest zamieszkiwany przez rasy takie jak ludzie, orkowie i elfy, a magia jest istotną częścią ich życia. Postać gracza jest dzieckiem szalonego maga Isamo Tahara. Tahar (postać gracza) wykonuje zadania razem z innymi postaciami, wspominanymi z pierwszej części gry jako magowie Kręgu. Wśród nich są Yria − elfka władająca białą magią, Isgrimm − krasnoludzki archeolog, Rohen Tahir − ludzki mag i były poplecznik Isamo, Uram − demonolog, Ianna − skrytobójczyni, Undergast − człowiek zdolny do władania zarówno białą i czarną magią oraz Gor − szaman i wódz orkowego plemienia.

## Rozgrywka
SpellForce 3 to gra fabularna z elementami strategii czasu rzeczywistego. Gracz kontroluje stworzonego przez siebie bohatera oraz maksymalnie trzech kompanów, którzy charakteryzują się własnymi zestawami umiejętności. Podobnie jak w innych grach fabularnych postacie mogą zostać wyposażone różne przedmioty które wpływają na ich zdolności oraz skuteczność w walce. W pewnych momentach rozgrywki gracz musi zbudować bazę operacyjną, aby móc wydobywać surowce i tworzyć jednostki potrzebne do zlikwidowania dużych grup przeciwników i wykonania określonych celów.
W grze dostępny jest fabularny tryb kampanii i tryb potyczki, w którym gracz toczy bitwę i rekrutuje jednostki zbudowane w bazie. Oba tryby mogą być rozgrywane przez jednego gracza lub przez kilku połączonych przez internet. W trybie potyczki gracze mogą grać w jednej drużynie dzieląc się zadaniami.
W trybie kampanii gracze mogą stworzyć własnego bohatera określając jego wygląd i płeć oraz trzy grupy umiejętności, którymi będzie się posługiwał w walce. Postać gracza otrzymuje także czwartą grupę umiejętności o nawie "Przywództwo", która zawiera zdolności przydatne podczas toczenia bitew. Wszystkie postacie charakteryzują się pięcioma atrybutami: siłą, zręcznością, inteligencją, siłą woli oraz budową, które określają z jakich ubrań i broni mogą korzystać oraz jak wysokie są ich wskaźniki zdrowia, zadawanych obrażeń, szanse na blok i zadanie obrażeń krytycznych. Podczas kampanii gracz może zwerbować do swojej drużyny licznych bohaterów. Każda postać otrzymuje punkty doświadczenia, gdy gracz zabija przeciwników i wykonuje zadania, niezależnie od tego, czy towarzyszyła w tym czasie graczowi. Każda postać może dzięki punktom doświadczenia awansować na wyższe poziomy, co pozwala im na zdobywanie nowych umiejętności, podwyższanie swoich atrybutów i korzystanie z lepszego ekwipunku.
Świat gry wyświetlany jest z perspektywy przypominającej rzut izometryczny, a gracz może obracać kamerą, by zobaczyć zasłonięte elementy otoczenia. W zależności od etapu gry gracz może kontrolować pojedynczą postać lub ich grupę. Zdolności, które mają zostać użyte oraz przeciwnicy, którzy mają zostać zaatakowani mogą zostać wybrani przy użyciu myszy lub klawiszy klawiatury. Opcjonalnie, po najechaniu myszą na przeciwnika i kliknięciu odpowiedniego klawisza, gracz może sprawić, że upływ czasu w grze zwolni, a wokół przeciwnika pojawi się koło wyboru umiejętności. Jest to nowość w serii SpellForce, która pozwala na szybki wybór akcji, która ma zostać wykonana.
Zarówno główny bohater, jak i towarzyszące mu postacie dysponują magicznymi zdolnościami, z których można wyróżnić zaklęcia, aury i zdolności pasywne. Do aktywowania zdolności czasem potrzebne jest wybranie jej celu. Zaklęcia mogą wywoływać pozytywny lub negatywny efekt, na przykład uleczyć sojusznika lub zranić wroga. Aury wywołują pozytywny efekt na wszystkich pobliskich sojusznikach lub negatywny efekt na wrogach. Zdolności pasywne bezpośrednio zwiększają siłę bohatera, na przykład zwiększając zadawane przez niego obrażenia lub regenerację zdrowia. Zdolności są pogrupowane na "drzewka zdolności", przez co pewne umiejętności muszą być poznane przed poznaniem innych. Każda umiejętność może zostać rozwinięta raz lub dwukrotnie, a zdolność pasywna w podstawie każdego drzewa osiem razy. Każdy towarzysz może odblokować wyjątkowo potężną umiejętność poprzez wykonanie zadania związanego z nim. Postaci mogą korzystać jednocześnie z najwyżej trzech umiejętności i należy je wybrać przed walką.
Za pomocą mapy świata gracze mogą wybrać lokalizację, do której chcą się przenieść. Wkraczając na nowy obszar, gracz wybiera maksymalnie trzy postacie towarzyszące, z którymi chce się w niej znaleźć. Niektóre miejsca ze względu na fabułę i zadania wymagają aby towarzyszyła nam konkretna postać. Każda mapa ma kilka punktów, które pozwalają graczowi na teleportację oraz odradzanie się poległych postaci.
Obszary, na których gracz może kontrolować armię są podzielone na sektory. Bohaterowie mogą budować obozy, by rozszerzać swoje terytoria. Ilość surowców na mapie jest ograniczona, a do ich transportu między obozami wykorzystywane są powozy, które mogą zostać zniszczone przez przeciwników. W przeciwieństwie do innych strategii czasu rzeczywistego robotnicy, którzy wydobywają surowce pojawiają się automatycznie, a ich liczba jest ograniczona. Ponadto nie da się ich bezpośrednio kontrolować, a jedynie przydzielać do budynków. Ponieważ liczba robotników dla każdego sektora jest ograniczona, a liczność i poziom obozów określa maksymalną liczbę wytworzonych jednostek, gracz musi prowadzić ekspansję na nowe tereny, by zdobyć zasoby i stworzyć armię. Każda jednostka ma swoje mocne i słabe strony, co oznacza, że wykazuje się różną skutecznością, w zależności od typu przeciwnika, z którym walczy.
Kiedy gracz wkracza na obszar, w którym będzie toczyć bitwę, może podjąć wybór, którą ras zamierza dowodzić. Dostępne w SpellForce 3 rasy to elfy, ludzie i orkowie. Elfy preferują strategię obronną, budując wytrzymałe bazy i placówki, które same mogą odpierać ataki. Mocną stroną orków jest szybka ekspansja i możliwość wyprowadzania szybkich ataków, zaś ludzie radzą sobie jednakowo w obronie i ataku. Zaawansowane jednostki i ulepszenia mogą wymagać zdobycia planów, które można zakupić od handlarzy.

## Produkcja i wydanie
Seria SpellForce była początkowo tworzona przez studio Phenomic, które zostało później kupione i zamknięte przez Electronic Arts. Pierwotny wydawca, JoWooD Entertainment, ogłosił bankructwo i został kupiony przez Nordic Games, które później kupiło spółkę THQ i przekształciło się w THQ Nordic. Wraz z nabyciem JoWooD Entertainment, THQ Nordic zdobyło także prawa do marki SpellForce.
Tworzenie SpellForce 3 zajęło ponad  cztery lata. Informacja o powrocie serii została po raz pierwszy opublikowana przez THQ Nordic we wrześniu 2013 roku, gdy ogłoszono datę premiery SpellForce 2: Demons of the Past, trzecie rozszerzenie do SpellForce 2. Produkcja nowej odsłony rozpoczęła się w 2014 roku w studiu Grimlore Games, założonym przez THQ Nordic w Monachium rok wcześniej. Była to pierwsza gra Grimlore, ale studio składało się z doświadczonych programistów, projektantów i grafików, którzy pracowali przy produkcji gier takich jak The Settlers II, Knights and Merchants: The Shattered Kingdom i Spellforce 2.
THQ Nordic zapowiedziało SpellForce 3 prezentując zrzuty obrazu z gry na pokazach Gamescom 2014 i 2015, wzbudzając zainteresowanie wśród prasy. Podczas Gamescom 2016 zaprezentowano wiele szczegółów na temat gry i zapowiedziano, że premiera odbędzie się jeszcze w 2016 roku. Data premiera została jednak przełożona na 7 grudnia 2017 r.
Po premierze wskutek licznych negatywnych ocen i błędów w grze producent wypuszczał aktualizacje naprawiające najpoważniejsze problemy, czasem kilkukrotnie w ciągu dnia. W ciągu dwóch tygodni od premiery opublikowano 21 poprawek likwidujących błędy. W lutym 2018 r. THQ Nordic wydało edytor poziomów i narzędzia do modyfikowania gry, które pozwalały graczom na tworzenie nowych map, zadań i kampanii, włącznie z rozgrywkami w stylu gier MOBA, a ponadto ogłoszono wsparcie dla zawartości tworzonej przez graczy za pośrednictwem Steam Workshop.

### DodatekSoul Harvest
19 grudnia 2018 r. THQ Nordic zapowiedziało samodzielne rozszerzenie do  SpellForce 3 o nazwie Soul Harvest. W dodatku wprowadzono nowe grywalne rasy: krasnoludów i mroczne elfy, które pojawiły się w poprzednich odsłonach gry, ale brakowało ich dotąd w SpellForce 3. Dodano także nowe jednostki, w tym latające, a także nową kampanię dla jednego gracza, przewidzianą na 20 godzin gry. Ponadto wprowadzono nowe tryby rozgrywki oraz rozwinięto niektóre aspekty gry. W Soul Harvest zrezygnowano z transportu surowców, zoptymalizowano interfejs oraz wprowadzono nowe klasy, rasy i zdolności bohaterów. Wraz z premierą dodatku wprowadzono dla wszystkich graczy zmiany w trybie wieloosobowym, a kampanię jednoosobową zaplanowano dostosować w późniejszym czasie. Premiera Soul Harvest odbyła się 28 maja 2019 r.

## Odbiór gry
SpellForce 3 otrzymało w serwisie Metacritic mieszane oceny i osiągnęło średni wynik 73 na 100 punktów wśród krytyków. W recenzjach przeważnie zachwalano warstwę wizualną gry, dbałość o detale oraz efekty graficzne, wzmacniające realizm krajobrazów. Wygląd modeli postaci i budynków również oceniono pozytywnie. Niemiecki magazyn PC Games porównał jakość wykonania grafiki SpellForce III do gry Wiedźmin 3: Dziki Gon, lecz zauważono też, że w przeciwieństwie do poprzednich części, nowa odsłona nie umożliwia obserwowania otoczenia z perspektywy trzeciej osoby. GameSpot skrytykował długi czas ładowania etapów w grze i słabą czytelność otoczenia spowodowaną zbyt dużą liczbą mniej istotnych szczegółów.
Ścieżka dźwiękowa SpellForce 3, zdaniem recenzentów, została stworzona prawidłowo i dodaje do gry odpowiednią atmosferę. Opinie na temat efektów dźwiękowych były zróżnicowane. Według niektórych pomagają tworzyć odpowiedni nastrój, podczas gdy inni krytycy uznali, że odstają jakościowo od całości gry, podkreślając, że między innymi odgłosy walki nie pasują do sytuacji na ekranie, wydają się generyczne i powtarzalne. Recenzenci byli także podzieleni w kwestii udźwiękowienia dialogów. W opinii Wccftech aktorzy głosowi nie mieli odpowiedniego doświadczenia, a przynajmniej jeden z aktorów został dobrany zupełnie nieodpowiednio do swojej roli. Dostrzeżono także, że w niektórych momentach wymawiany dialog różnił się od napisów. Niektórzy wyrazili przeciwną opinię, chwaląc głosy w dialogach, szczególnie te należące do głównych bohaterów. Eurogamer także odniosło się do serii gier Wiedźmin, zauważając, że Doug Cockle, pokładający głos pod Geralta z Rivii, zagrał generała Norię podobnym głosem.
Fabuła gry i sposób opowiadania historii również spotkały się z mieszaną reakcją. Zdaniem niektórych recenzentów historia przedstawiona w grze jest wciągająca, postacie są wiarygodne, tło fabularne bardzo obszerne. PC Gamer oceniło aspekt fabularny SpellForce 3 pozytywnie, ale uznało, że historia ma zbyt wiele podobieństw z grami takimi jak Dragon Age i Wiedźmin oraz skrytykowało historie bohaterów, które choć sympatyczne, nie zapadały w pamięć. Jeuxvideo stwierdziło, że fabuła jest zbyt prosta i odtwórcza, a GameSpot, że choć gracz może w niektórych momentach podejmować własne decyzje, to mają one zbyt mały wpływ na fabułę, aby zachęcić do ponownego przejścia gry.
Połączenie gry fabularnej ze strategią czasu rzeczywistego zostało uznane za dobrze przeprowadzone, a w wielu recenzentów pochwaliło unikalność i spójność tego połączenia. W recenzjach zachwycano się gładkim przechodzeniem między fragmentami fabularnymi i strategicznymi i tym jak elementy strategii pasują do historii. Według niektórych krytyków różnice między rasami ludzi, orków i elfów były czysto kosmetyczne i nie miały znaczącego wpływu na aspekt strategiczny, a poziomy, w których prowadzono bitwy nie sprawiały przyjemności. W konsekwencji, zdaniem części recenzentów próba połączenia dwóch gatunków gier sprawiła, że SpellForce 3 jest przeciętna w obu kategoriach.
Tryb wieloosobowy został oceniony przez niektóre portale, jak Eurogamer, jako przyzwoity, lecz niespektakularny. Rock, Paper, Shotgun wyraziło zdumienie tym, że rozgrywka wieloosobowa prezentuje się tak dobrze mimo braku elementów fabularnych kampanii i związanych z nimi zadań.
Najwięcej krytyki spowodowały błędy techniczne w czasie premiery. Krytycy uznali, że gra nie powinna zostać opublikowana w tym stanie i wskazywali na liczne problemy, takie jak misje fabularne, których nie dało się kontynuować. Innym utrudnieniem była zbyt wolno obracająca się kamera i oraz niedostatecznie dobrze działający algorytm wyszukiwania ścieżki dla postaci. GameStar stwierdziło, że liczba błędów jest powodem odjęcia 15 punktów od wyniku 82 w 100 punktowej skali. Odbiór ze strony graczy był tak samo mieszany jak w przypadku krytyków. Wiele osób narzekało na stan techniczny gry w dniu premiery.